# Tengku Budriah
Tengku Budriah Binti Almarhum Tengku Ismail (Kuala Krai, 28 marzo 1924 – Kuala Lumpur, 28 novembre 2008) è stata Raja Perempuan di Perlis dal 1946 al 2000 e Raja Permaisuri Agong della Malaysia dal 1960 al 1965.

## Primi anni di vita
Tengku Budriah nacque a Kuala Krai, nel Kelantan, il 28 marzo 1924. Era figlia di Almarhum Tengku Mek Haji Ismail Ibni HH Tuan Besar e Tengku Besar Zubaidah binti Almarhum Tengku Abdul Kadir, raja di Pattani, nel sud della Thailandia. Il suo defunto padre, Tengku Mek Haji Ismail era figlio di Raja Tuan Besar Ibni Tuan lungo Puteh, il terzo re di Pattani della dinastia Long Yunus del Kelantan mentre sua madre era figlia dell'ultimo re di Pattani, il sultano Abdul Kadir Kamaruddin Syah Ibni Sultan Sulaiman Syarafuddin Syah.
Con la riforma che fece del Siam uno Stato centralizzato introdotta durante il regno di Rama V, nel 1901 i sultanati del sud furono posti sotto la giurisdizione del monthon di Nakhon Si Thammarat e il sistema di tributi con cui i regni vassalli erano legati alla capitale Bangkok fu sostituito con un normale regime di tassazione. Le dinastie dei governatori furono sostituite da funzionari nominati da Bangkok. Fu la fine del regno di Pattani, il sultano Tengku Abdul Kadir Kamaruddin, nonno di Tengku Budriah, si ribellò e fu imprigionato per due anni. Quando tornò in libertà, con la promessa di rinunciare alle rivendicazioni, si rifugiò invece con la famiglia nel Kelantan.
La famiglia regnante del Kelantan è lontana parente di quella di Pattani. A Long Muhammad Ibni Raja Muda Long Ismail, nipote di Long Yunus (re del Kelantan unito), fu affidato l'incarico dal Siam di governatore Pattani dopo essersi riconciliato e aver rinunciato al suo diritto sul trono del Kelantan, ora in mano a Long Senik Mulut Merah (il sultano Mohammed II).
Tengku Budriah crebbe in una famiglia con uno stile di vita semplice. Era nota per la sua dolcezza e gentilezza. Nella partecipazione attiva in diverse organizzazioni, sviluppò una personalità con caratteristiche di leadership di qualità superiore. All'età di sette anni iniziò l'educazione primaria in una scuola malese, poi continuò la sua formazione alla Kuala Kerai English School. La futura sovrana frequentò poi la scuola secondaria alla Anglo Chinese Girls School di Ipoh, nel Perak.
Era una persona attiva nelle attività extra-curricolari e venne nominata membro del comitato delle coccinelle e delle guide che avrebbero partecipato al Jamboree del 1950 in Australia. Fu attiva anche nello sport e fece parte delle squadra scolastiche di badminton e hockey. Si dedicava anche al cucito, alla cucina, alla composizione floreale e alle passeggiate a cavallo.

## Matrimonio
Nel 1941, all'età di 17 anni, Tengku Budriah si sposò con Tuanku Syed Putra ibni Almarhum Syed Hassan Jamalullail, erede al trono di Perlis. Dal matrimonio nacquero dieci figli, cinque maschi e cinque femmine.
Quando il marito venne esiliato dalle forze di occupazione giapponesi, durante la seconda guerra mondiale, lo aiutò a gestire un piccolo negozio di dolciumi e altre merci a Kota Bharu. Nel 1945, dopo la resa giapponese tornò a Perlis con la sua famiglia, viaggiando in treno fino a Padang Besar e poi in un tram ad azionamento manuale fino a Bukit Keteri, poiché non vi era alcun collegamento ferroviario.
Nel 1945, il marito divenne ragià di Perlis e quindi Tengku Budriah divenne Raja Perempuan o regina di quello stato. Quando nel 1960, Tuanku Syed Putra fu eletto terzo re della Malesia (Yang di-Pertuan Agong), Tengku Budriah divenne regina (Raja Permaisuri Agong).
Nel 2000, quando il marito morì, era il monarca regnante da più tempo. Gli succedette il figlio maggiore Tuanku Syed Sirajuddin, che servì anche come Yang di-Pertuan Agong della Malesia dal 2001 al 2006. Il suo titolo dopo la morte del marito era Yang Maha Mulia Raja Perempuan Besar Perlis, che significa Sua Altezza Reale la Regina Madre di Perlis.

## Hobby
Tengku Budriah trascorse la maggior parte del suo tempo libero praticando i suoi hobby preferiti, come il giardinaggio, il cucito, la composizione floreale e la cucina. Spesso cucinava per il marito, specie quando erano in vacanza all'estero.
Più tardi, coltivò un nuovo interesse per la pittura di fiori su abiti, sciarpe e porcellane. I profitti della vendita di questi oggetti venivano donati ai fondi di previdenza della Taman Asuhan Darulfarah. Le piaceva anche passare del tempo nel suo frutteto di durion.

## Opere di carità
Tengku Budriah prese parte a diverse iniziative volte a migliorare il benessere della gente di Perlis. Spesso visitava le scuole e finanziava l'acquisto delle uniformi scolastiche per gli studenti poveri.
La famiglia reale fu pioniera nella realizzazione del Foster Parents Project, organizzato dall'Istituzione delle donne (WI) di Perlis. Ogni membro della famiglia reale avrebbe adottato un bambino povero e lo avrebbe sostenuto nella sua educazione. Questo progetto riuscì ad aiutare gli studenti indigenti a proseguire gli studi a livelli superiori.
Tengku Budriah svolse un ruolo attivo anche nel progresso e nel benessere delle donne nel paese. Fu patrona e presidente di diversi movimenti di Perlis e della Malesia, come l'Istituzione delle donne di Perlis (WI), l'Associazione del welfare delle donne islamiche di Perlis, l'Associazione di pianificazione delle famiglie di Perlis, l'Associazione malese dell'hockey femminile, il Consiglio del welfare dell'infanzia e il Taman Asuhan Darulfarah.
Nel 2002 la scuola materna gestita dal Darulfarah venne chiusa e quindi il nome di Taman Asuhan Darulfarah fu cambiato in Yayasan Amal Tengku Hajah Budriah. L'ultimo progetto avviato con le sue idee e il suo impegno fu la creazione del Centro di dialisi Tuanku Syed Putra, costruito accanto all'edificio esistente del Darulfarah. I lavori terminarono nel giugno 2005 e l'edificio venne affidato alla Fondazione per le malattie renali Tuanku Syed Putra.
In seguito, visse in tranquillo ritiro a Perlis, anche se era ancora attiva nelle organizzazioni di beneficenza.

## Morte
Tengku Budriah morì all'età di 84 anni all'ospedale di Kuala Lumpur alle 3.47 del 28 novembre 2008.
Lo Yang di-Pertuan Agong Tuanku Mizan Zainal Abidin e il Primo ministro Datuk Seri Abdullah Ahmad Badawi resero l'ultimo saluto alla sovrana nella capitale prima che un C-130 Hercules della Forza aerea della Malesia trasferisse la salma dall'Aeroporto di Subang-Sultano Abdul Aziz Shah all'Aeroporto di Alor Star-Sultano Abdul Halim. Venne poi portata a Arau, dove i cittadini locali ebbero un'ora per renderle l'ultimo omaggio. Tra di loro c'erano anche il sultano e la sultana di Kedah. La salma fu poi sepolta presso il mausoleo reale di Perlis nel pomeriggio del 29 novembre.